# Bhuli (Népal)
Bhuli est un comité de développement villageois du Népal situé dans le district d'Achham. Au recensement de 2011, il comptait 2 779 habitants.